# 台拉登
台拉登（印地语：देहरादून；拉丁化：Dehradun、Dehra Doon），或译德拉敦、德赫拉敦，为印度北阿坎德邦（旧称北安查尔邦）首府，也是台拉登县行政中心和北阿坎德邦最大城市，南面距首都德里270公里。在印度，台拉登因其高收入而闻名。地理上，该城市地处印度河-恒河平原北缘，北枕喜马拉雅山脉，南依西瓦利克山脉，东临恒河，西接亚穆纳河，为二河分水岭所处位置。